# Dezember 1989
Portal Geschichte | Portal Biografien | Aktuelle Ereignisse | Jahreskalender | Tagesartikel

◄ |
19. Jahrhundert |
20. Jahrhundert
| 21. Jahrhundert

◄ |
1950er |
1960er |
1970er |
1980er
| 1990er | 2000er | 2010er | ►

◄ |
1985 |
1986 |
1987 |
1988 |
1989
| 1990 | 1991 | 1992 | 1993 | ►

◄ |
September 1989 |
Oktober 1989 |
November 1989 |
Dezember 1989 |
Januar 1990 |
Februar 1990 |
März 1990 |
►
Dieser Artikel behandelt tagesbezogene Nachrichten und Ereignisse im Dezember 1989.

## Tagesgeschehen

### Freitag, 1. Dezember 1989

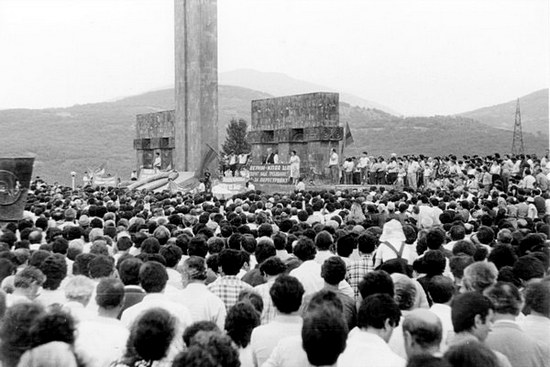
Die Bevölkerung Bergkarabachs ist mehrheitlich armenisch

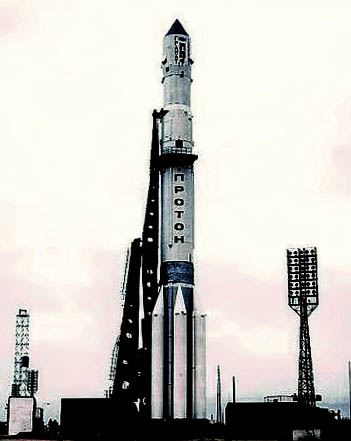
Vor dem Start der Proton-Rakete mit dem Satelliten Granat

- Ost-Berlin: Die Volkskammer, deren Zusammensetzung das Resultat einer scheindemokratischen Wahl im Jahr 1986 in Verantwortung der von Anfang an in der DDR regierenden Partei SED ist, stimmt mehrheitlich für die Streichung des Führungsanspruchs der SED aus der Verfassung der DDR. Somit spiegelt ab heute weder diese Partei noch das Parlament den vollendeten „Sieg“ der so genannten „Arbeiterklasse“ im Klassenkampf wider, in dessen Folge laut ursprünglicher Ansicht der SED keine Notwendigkeit mehr für den demokratischen Wettstreit politischer Parteien bestand.[1]
- Jerewan/Sowjetunion: Das Parlament der Armenischen SSR nimmt das Anschlussbegehren der Region Bergkarabach an, die im September ihre Unabhängigkeit von der Sowjetunion erklärte und formal ein Teil der Aserbaidschanischen SSR ist. Die politische Führung Aserbaidschans lehnt eine Loslösung der Region Bergkarabach vom eigenen Territorium seit Jahrzehnten ab.[2]
- Leninsk/Sowjetunion: Eine Trägerrakete vom Typ Proton bringt das sowjetisch-französische Gemeinschaftsprojekt Granat in den Orbit der Erde. Dort soll das Weltraumteleskop u. a. Röntgenstrahlen orten, deren Quellen außerhalb der Grenzen der Milchstraße liegen.[3]
- Vatikanstadt: Papst Johannes Paul II. empfängt Michail Gorbatschow, de facto Staatsoberhaupt der Sowjetunion. Es ist der erste Besuch eines Generalsekretärs des Zentralkomitees der KPdSU im Vatikan. Beide Seiten vereinbaren die Aufnahme offizieller Beziehungen.[4]

### Samstag, 2. Dezember 1989
- Taipeh/Taiwan: Die Republik hält zum ersten Mal seit der Aufhebung des Kriegsrechts im Juli 1987 Wahlen zum gesetzgebenden Staatsrat ab. Dabei werden erstmals keine verstorbenen Delegierten auf Anweisung der regierenden Nationalen Volkspartei Chinas (KMT) ohne Wahlvorgang ersetzt. Die KMT gewinnt circa 70 % der Stimmen und verzeichnet einen deutlichen Rückgang zum Wahlergebnis von 1986.[5][6]

### Sonntag, 3. Dezember 1989
- Berlin/Deutschland: Das Politbüro der Sozialistischen Einheitspartei Deutschlands (SED), die per Verfassung bis gestern als führende Partei der DDR festgelegt war, tritt zurück. Die Allparteienregierung im Staatsrat bleibt bestehen. Ohne SED-Politbüro wird der von Modrow angeführte Ministerrat zur mächtigsten politischen Institution der DDR.[7]
- Marsaxlokk/Malta: Im Rahmen eines mehrtägigen Gipfeltreffens zur künftigen Rolle der Sowjetunion und der Vereinigten Staaten in Europa erklären das De-facto-Staatsoberhaupt der Sowjetunion Michail Gorbatschow und der Präsident der Vereinigten Staaten George Bush auf dem sowjetischen Kreuzfahrtschiff Maxim Gorkiy, dass der so genannte „Kalte Krieg“ zu Ende sei.[8][9]

### Montag, 4. Dezember 1989
- Amman/Jordanien: Mudar Badran löst Zaid ibn Shaker als Ministerpräsident von Jordanien ab. Für Badran ist es die dritte Amtsperiode.[10]
- Moskau/Sowjetunion: Die Testphase des Raketenabwehrkomplexes A-135-ABM ist abgeschlossen. Die Anlagen für die Abfang- und Ablenkwaffen rund um Moskau sollen die Stadt gegen Raketenbeschuss sichern und gelten als Äquivalent zum Raketenabwehrsystem Safeguard der Vereinigten Staaten.[11]

### Mittwoch, 6. Dezember 1989

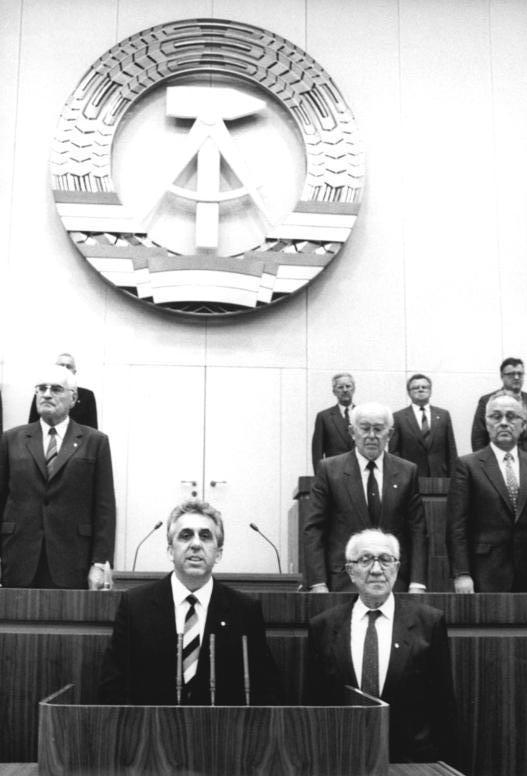
Egon Krenz scheidet aus allen offiziellen Ämtern aus

- Berlin/Deutschland: Egon Krenz (SED) gibt den Vorsitz im Staatsrat der DDR an Manfred Gerlach (LDPD) ab. Die Wahl zur Volkskammer im nächsten Jahr soll eine nach westlichen Maßstäben legitime Regierung hervorbringen und der Staatsrat voraussichtlich liquidiert werden. Krenz verliert ebenfalls den Vorsitz im Verteidigungsrat, doch bleibt er der Politik als Abgeordneter der Volkskammer erhalten.[12]
- Montreal/Kanada: Mit einem Jagdmesser und einem Selbstladegewehr bewaffnet, dringt Marc Lépine in die Polytechnische Hochschule ein, separiert neun Frauen eines Maschinenbau-Seminars und beschimpft sie als „Haufen von Feministinnen“. Anschließend erschießt Lépine sechs der Frauen. Später tötet er acht weitere Frauen und verletzt 14 weitere Personen, bevor er sich selbst richtet.[13]

### Donnerstag, 7. Dezember 1989
- Berlin/Deutschland: Die Staatsanwaltschaft in Ost-Berlin veranlasst Untersuchungshaft für Erich Mielke, der das Ministerium für Staatssicherheit der DDR aufbaute und über Jahrzehnte hinweg leitete. Die Vorwürfe lauten „Schädigung der Volkswirtschaft“ und „Hochverrat durch verfassungsfeindliche Aktionen“.[14]
- Berlin/Deutschland: Der Staatsrat der DDR entbindet alle Mitglieder des Nationalen Verteidigungsrats ihrer Aufgaben.[15]

### Freitag, 8. Dezember 1989
- Vereinigte Staaten: Der Biologe Joseph Popp beginnt mit der Verbreitung des Trojaners „AIDS“ auf dem Postweg. Dazu verschickt er an Forschungseinrichtungen 5,25-Zoll-Disketten mit der Aufschrift „AIDS Information – Introductory Diskettes“ (deutsch „AIDS-Information – Anfangsdisketten“) mit der schriftlich beigelegten Anweisung, eine auf den Datenträgern enthaltene Datenbank zu installieren.[16]

### Samstag, 9. Dezember 1989
- Berlin/Deutschland: Das 1954 abgeschaffte Amt des Parteivorsitzenden der Sozialistischen Einheitspartei Deutschlands (SED) wird wiedereingeführt. Auf dem SED-Sonderparteitag fällt die Wahl der Delegierten auf den Rechtsanwalt Gregor Gysi. Der Parteitag wird am 16. Dezember fortgesetzt.[17]
- Stockholm/Schweden: Den so genannten „Alternativen Nobelpreis“ der Right-Livelihood-Award-Stiftung erhalten in diesem Jahr u. a. Aklilu Lemma und Legesse Wolde-Yohannes. Die Forscher aus Äthiopien untersuchten die Eigenschaften der Endod-Pflanze, so dass sie heute als natürliches Pestizid im Ackerbau genutzt werden kann.[18]

### Sonntag, 10. Dezember 1989
- Masaya/Nicaragua: Unbekannte überfallen in Masatepe eine Wahlkampfveranstaltung der anti-sandinistischen Unión Nacional Opositora, dabei kommt ein Mensch ums Leben und zehn weitere werden schwerverletzt. 1990 soll die erste freie Wahl in der Geschichte Nicaraguas stattfinden, zur Wahlbeobachtung hat sich u. a. der ehemalige Präsident der Vereinigten Staaten Jimmy Carter bereiterklärt.[19]

### Donnerstag, 14. Dezember 1989

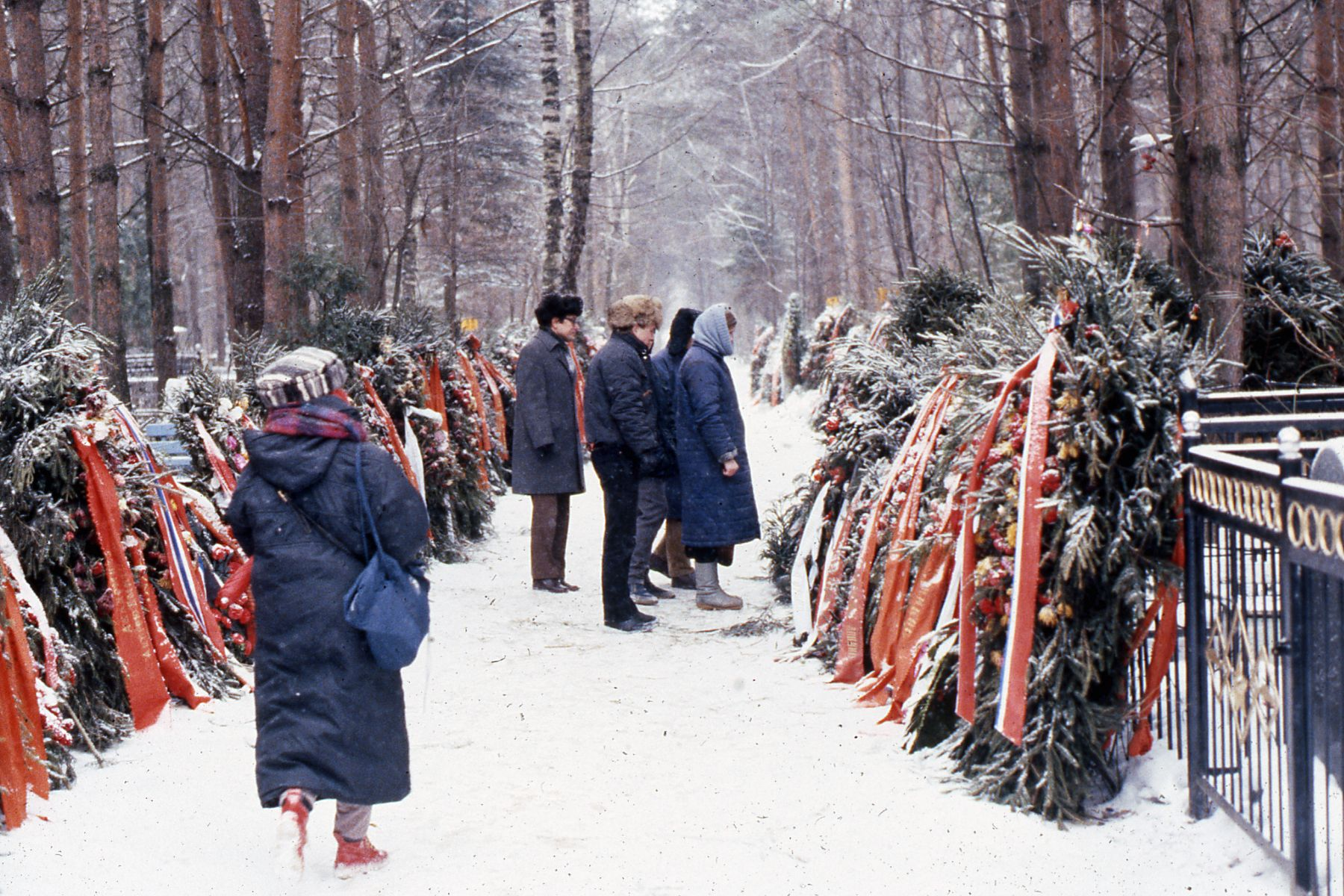
Ehrenbezeugung für Andrei Sacharow

- Moskau/Sowjetunion: Die Bevölkerung nimmt großen Anteil am Tod des Menschenrechtlers Andrei Sacharow, der jahrzehntelang Meinungen vertrat, die in der Sowjetunion eigentlich staatsfeindlich sind. Die liberalen Kräfte in und außerhalb der regierenden KPdSU verlieren eine wichtige Identifikationsfigur und müssen ihren Kampf für persönliche Freiheit und Selbstbestimmung neu beleben.[20]

### Freitag, 15. Dezember 1989
- New York/Vereinigte Staaten: Dem völkerrechtlichen Zivilpakt der Vereinten Nationen beziehungsweise UNO-Pakt II wird ein zweites Protokoll hinzugefügt, welches das „Recht auf Leben“ garantiert. Alle Staaten, die das Protokoll ratifizieren, verpflichten sich zum Verzicht auf die Todesstrafe im Strafvollzug.[21]

### Samstag, 16. Dezember 1989
- Berlin/Deutschland: Die seit 1949 in der DDR regierende Sozialistische Einheitspartei Deutschlands benennt sich in „Sozialistische Einheitspartei Deutschlands – Partei des Demokratischen Sozialismus“ um.[22]

### Sonntag, 17. Dezember 1989
- New York/Vereinigte Staaten: Wegen der positiven Zuschauerresonanz sendet der Rundfunkveranstalter Fox eine eigene Weihnachtsepisode mit den Zeichentrick-Figuren The Simpsons aus der Tracey Ullman Show.[23]
- Stuttgart/Deutschland: Im Tennis gewinnt das deutsche Davis-Cup-Team aus Boris Becker, Eric Jelen und Carl-Uwe Steeb als Titelverteidiger gegen Schweden das Finale des 78. Wettbewerbs mit 3:2.[24]
- Tokio/Japan: Der AC Mailand aus Italien gewinnt das Spiel um den Fußball-Weltpokal für Vereinsmannschaften mit 1:0 nach Verlängerung gegen den Club Atlético Nacional aus Medellín, Kolumbien.[25]

### Dienstag, 19. Dezember 1989
- Berlin/Deutschland: Auf Wunsch des Parteivorstands der bundesdeutschen SPD findet erstmals ein Arbeitstreffen zwischen Vertretern ihrer Partei und Vertretern der Sozialdemokratischen Partei (SDP) in der DDR statt. Der SPD-Parteivorstand möchte mit den Sozialdemokraten der DDR die Auslegung des neuformulierten SPD-Grundsatzprogramms besprechen und nimmt damit die Eingliederung der SDP in die eigene Partei vorweg.[26]
- Dresden/Deutschland: In der drittgrößten Stadt der DDR spricht der Kanzler der Bundesrepublik Deutschland Helmut Kohl (CDU) nach einem Zusammentreffen mit dem DDR-Ministerpräsidenten Hans Modrow (SED) vor mehreren 10.000 Menschen. Nach der Begrüßung der Menge als „liebe Landsleute“ bekennt er in seiner Rede: „Mein Ziel bleibt die Einheit unserer Nation.“[27][28]

### Mittwoch, 20. Dezember 1989
- Berlin/Deutschland: Die Delegierten des Parteitags der SPD verabschieden ein neues Grundsatzprogramm. Das Berliner Programm thematisiert u. a. Umweltpolitik, Nachhaltigkeit, Gleichberechtigung von Mann und Frau sowie Friedenspolitik und löst das Godesberger Programm aus dem Jahr 1959 ab.[29]
- Brüssel/Belgien: Der Antrag der Türkei auf einen Beitritt zur Europäischen Zollunion wird von der Kommission der Europäischen Gemeinschaften negativ beurteilt. Ein Weiterverhandeln auf Basis des 1987 eingereichten Antrags ist damit ausgeschlossen.[30]

### Donnerstag, 21. Dezember 1989
- Prag/Tschechoslowakei: Die Kommunistische Partei beschließt auf ihrem Parteitag, dass alle Befürworter von Reformen der sozialistischen Gesellschaft, die 1968 mit dem Einmarsch der Truppen des Militärbündnisses Warschauer Pakt in die Tschechoslowakei zu Staatsfeinden wurden, sowie alle anderen seitdem ausgeschlossenen Parteimitglieder rehabilitiert sind.[31]

### Freitag, 22. Dezember 1989

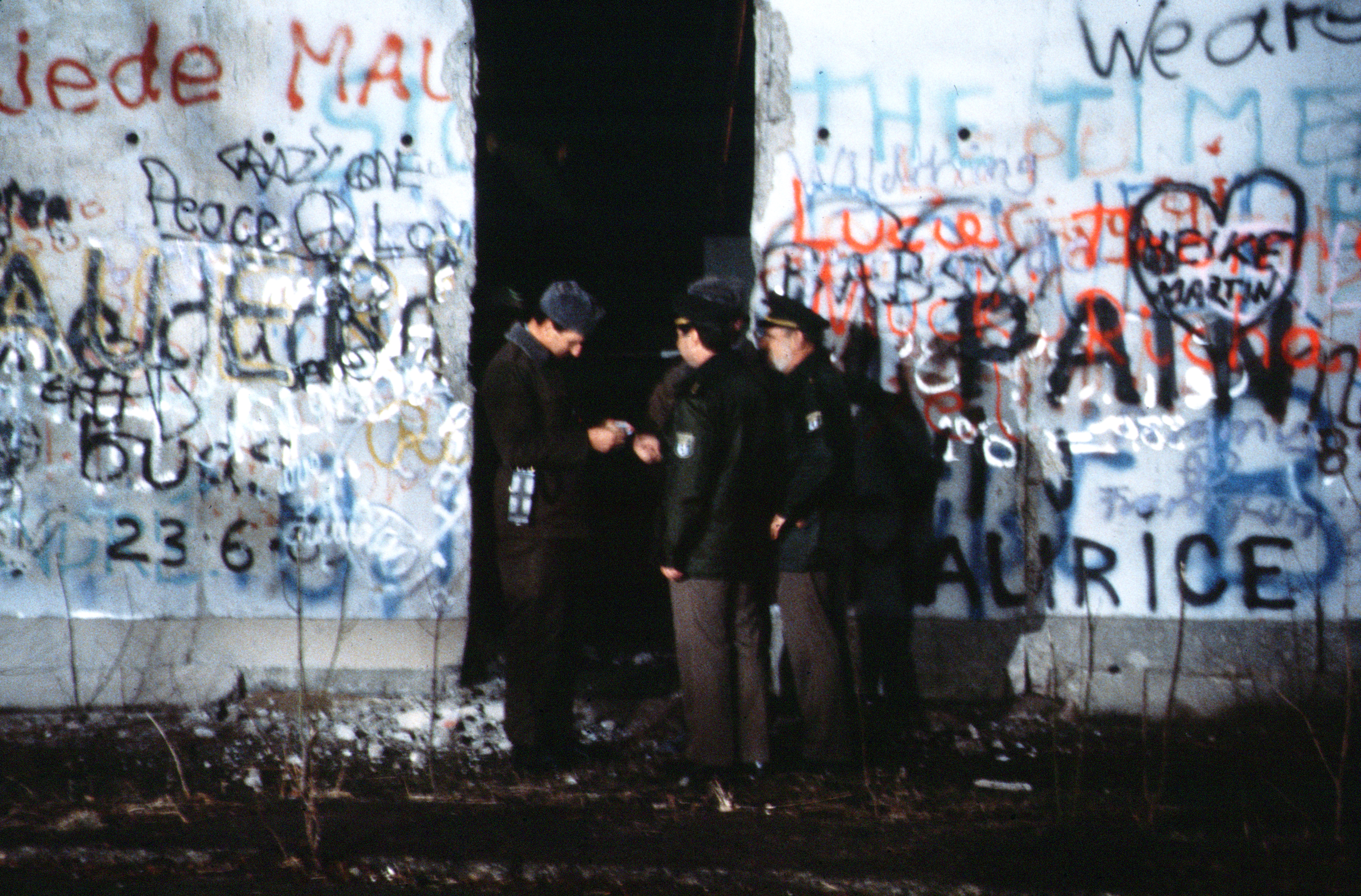
Berlin, Entfernung der Mauer am Brandenburger Tor

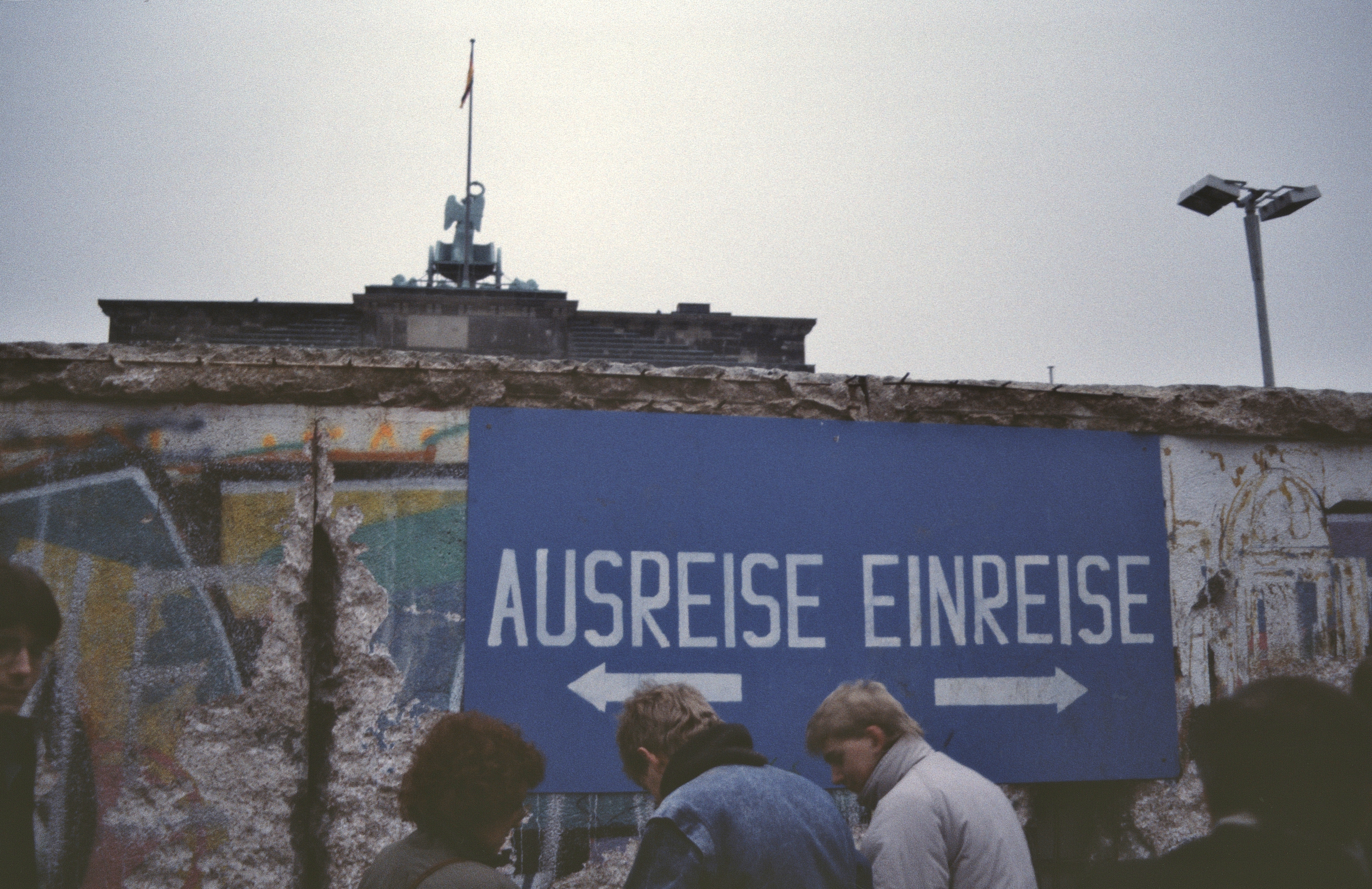
Berlin, neue Wege am Brandenburger Tor

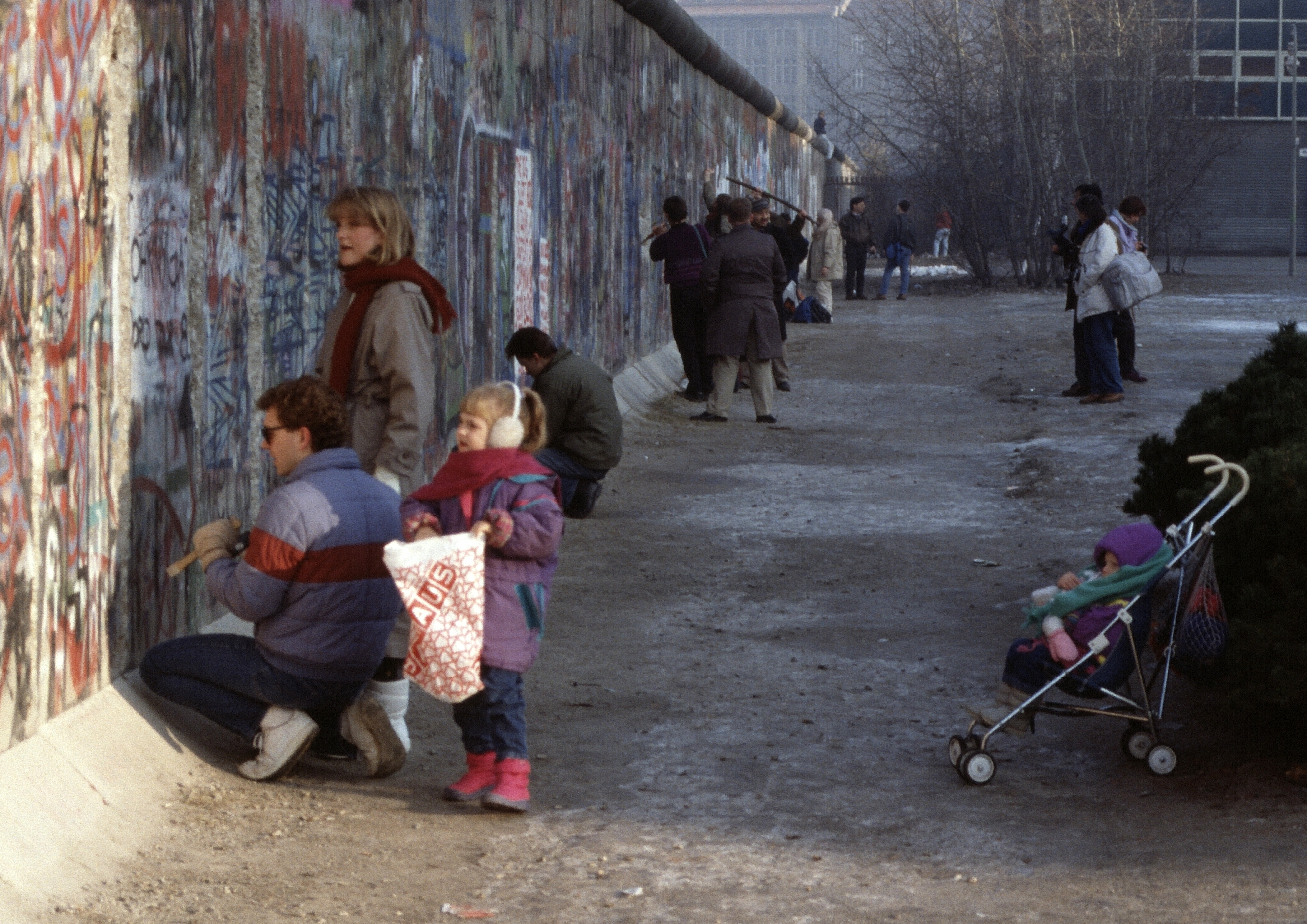
Souvenirjäger in Berlin-Mitte

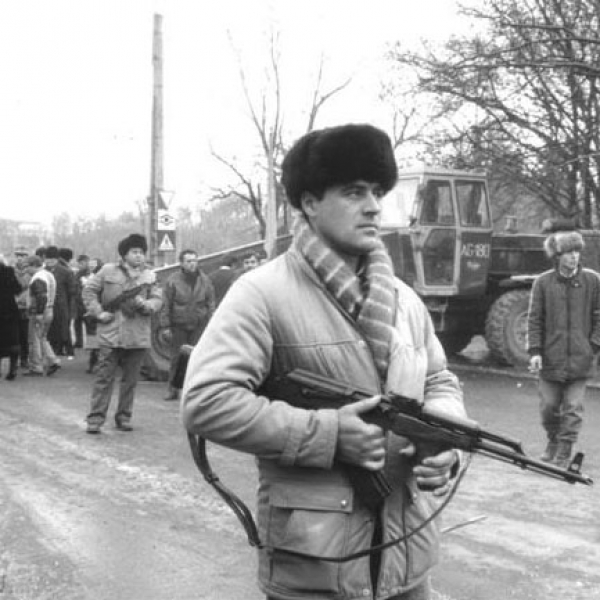
Bewaffnete Zivilisten in Bukarest

- Berlin/Deutschland: Einige Abschnitte der Berliner Mauer südlich und nördlich des Brandenburger Tors werden entfernt, um für den Fußgängerverkehr eine Verbindung zwischen dem Pariser Platz und der Straße des 17. Juni zu schaffen. Souvenirjäger dürfen überall Stücke aus der funktionslosen Mauer herausschlagen und als Andenken an die Teilung der Stadt mitnehmen.[32]
- Bukarest/Rumänien: Aufständische der Revolution besetzen die staatlich kontrollierte Fernsehstation, andere dringen in das Gebäude des Zentralkomitees der PCR ein. Autokrat Nicolae Ceaușescu flieht im Hubschrauber aus dem ZK-Gebäude zum Präsidentenpalast, vor dem sich Demonstranten versammelt haben, dennoch gelingt ihm per Hubschrauber an der Seite seiner Frau die Flucht aus der Stadt. In dieser kommt es auf dem Platz vor dem ehemaligen Königspalast zu Schusswechseln zwischen Militär und unbekannten Einheiten.[33]
- Târgoviște/Rumänien: Auf der Flucht vor der Revolution werden Nicolae und Elena Ceaușescu vom Direktor eines  Pflanzenschutzzentrums eingesperrt, unter dem Vorwand, in den Einrichtungen des Zentrums seien sie in Sicherheit. Am Ende des Tages nehmen herbeigerufene Soldaten das Ehepaar in Gewahrsam und sperren es in der Târgovișter Kaserne ein.[34]
- Wolfsburg/Deutschland: Der niedersächsische Kraftfahrzeughersteller Volkswagen AG gründet für eine geplante Pkw-Produktion am Standort Mosel bei Zwickau in Sachsen gemeinsam mit dem Kombinat PKW des Industrieverbands Fahrzeugbau der DDR die Volkswagen IFA-PKW GmbH.[35]

### Sonntag, 24. Dezember 1989
- Panama-Stadt/Panama: Das diktatorisch regierende Staatsoberhaupt Manuel Noriega flüchtet neun Tage nach seiner kontroversen Ernennung zum Regierungschef und vier Tage nach dem Beginn der militärischen Invasion der Vereinigten Staaten in die Botschaft des Vatikans. Hintergrund der Luftlandeoperation der Vereinigten Staaten sind Streitigkeiten über die Rechte amerikanischer Firmen in der Panamakanalzone und der Tod eines US-Soldaten am 15. Dezember.[36]
- Liberia: In den Norden des Landes marschieren, aus der Elfenbeinküste kommend, unter dem Kommando von Charles Taylor die bewaffneten Kämpfer der Nationalen Patriotischen Front ein. Ihr Ziel ist der Sturz des scheindemokratisch regierenden Präsidenten Samuel K. Doe von der Nationalen Demokratischen Partei, der Charles Taylor im Jahr 1984 Veruntreuung vorwarf und ihn dadurch aus der politischen Elite entfernte.[37][38]

### Montag, 25. Dezember 1989
- Târgoviște/Rumänien: Die Revolution erreicht ihren vorläufigen Höhepunkt, als ein Hinrichtungskommando den bis vor wenigen Tagen herrschenden Diktator Nicolae Ceaușescu von der Rumänischen Kommunistischen Partei und seine Frau Elena erschießt.[39]

### Dienstag, 26. Dezember 1989
- Bukarest/Rumänien: Der aus der Kommunistischen Partei (PCR) hervorgegangene Rat der Front zur Nationalen Rettung formiert eine Übergangsregierung unter Leitung von Petre Roman. Diese soll bis zu demokratischen Wahlen im kommenden Jahr amtieren und die Revolution vollenden. Die Ernennung des Ingenieurs Roman zum Ministerpräsidenten der Republik bedeutet für die PCR den kompletten Machtverlust.[40]

### Donnerstag, 28. Dezember 1989
- Prag/Tschechoslowakei: Die Föderalversammlung wählt den Oppositionellen Alexander Dubček zu ihrem neuen Vorsitzenden. Dieser war als Generalsekretär der Kommunistischen Partei einst der mächtigste Mann der ČSSR, doch die von ihm ausgelöste Wende zu größerer Freiheit und mehr Effektivität wurde im August 1968 durch den Einmarsch der Truppen des Warschauer Pakts niedergeschlagen, daraufhin musste Dubček die Politik verlassen.[41]

### Freitag, 29. Dezember 1989

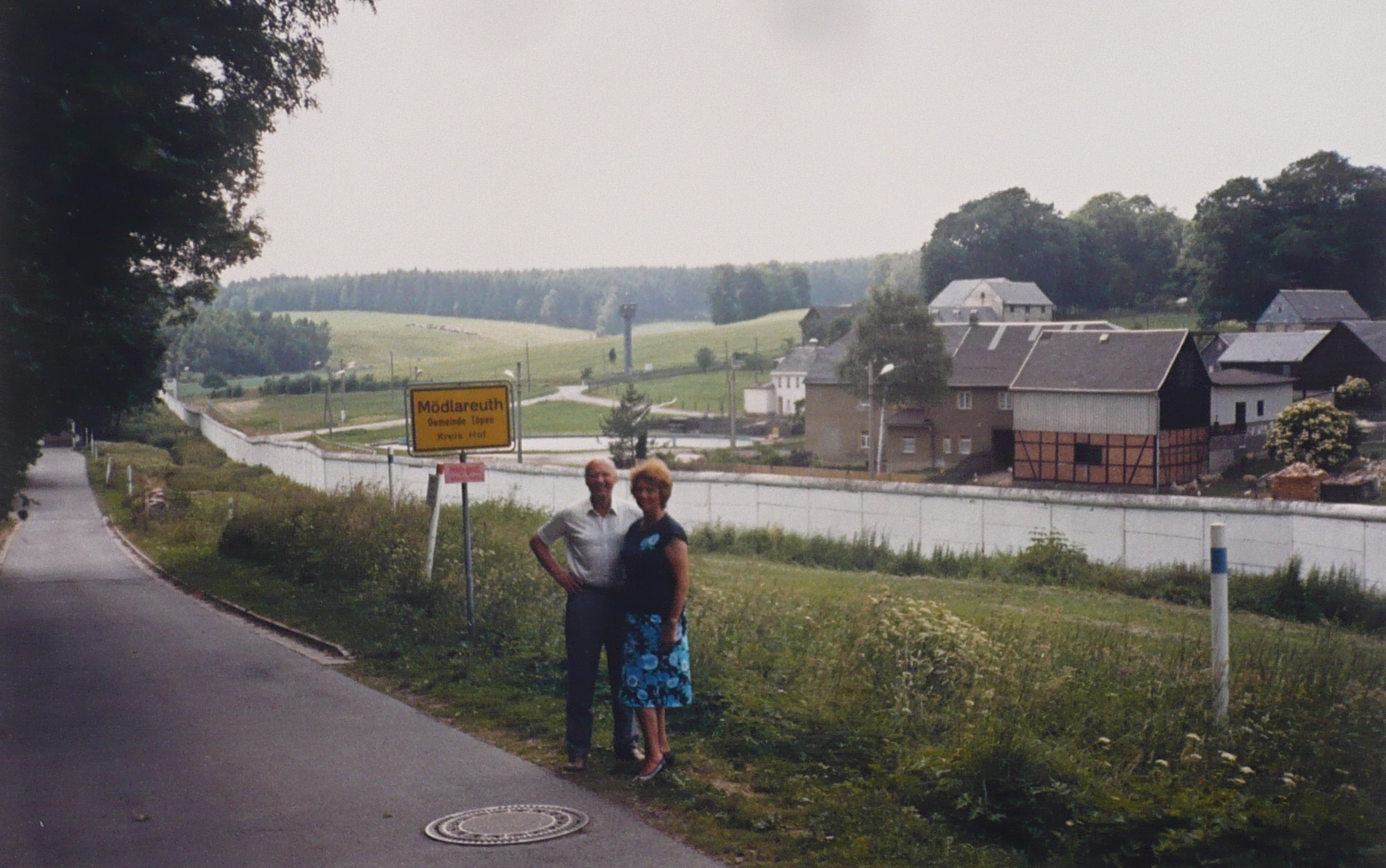
Blick von Bayern auf die Mauer durch den Ort Mödlareuth

- Berlin/Deutschland: Die von Hans Modrow (SED) geführte Regierung der DDR beschließt den vollständigen Rückbau der Grenzsicherungsanlagen (die „Mauer“) an der so genannten „innerdeutschen Grenze“ und in Berlin.[42]
- Bonn/Deutschland: Das 1971 eingeführte Begrüßungsgeld wird an Bürger der DDR heute bei deren Einreise in die Bundesrepublik Deutschland letztmals ausgezahlt. Es wurde 1988 auf 100 D-Mark pro Person und Jahr festgelegt und summierte sich im selben Jahr auf 260 Millionen D-Mark. Nach dem Fall der Berliner Mauer stiegen die Ausgaben stark an. Für das Jahr 1989 wird laut Bundeskanzler Helmut Kohl mit einem Betrag von mindestens 1,8 Milliarden D-Mark gerechnet.[43][44]
- Prag/Tschechoslowakei: Die Föderalversammlung wählt erstmals seit Ende des Zweiten Weltkriegs einen Staatspräsidenten, ohne dass sie Vorgaben der kommunistischen Partei berücksichtigen muss. Die Wahl fällt wie erwartet auf den einzigen Kandidaten Václav Havel (Bürgerforum), der während der Samtenen Revolution im November eine tragende Rolle im Protest gegen die Alleinherrschaft der kommunistischen Partei einnahm.[45]
- Warschau/Polen: Das Unterhaus entscheidet, dass der so genannte „sozialistische Staat Volksrepublik Polen“ in den so genannten „demokratischen Rechtsstaat Republik Polen“ umbenannt wird und dass die „führende Rolle“ der sozialistischen Polnischen Vereinigten Arbeiterpartei, die seit 1944 an der Macht ist, aus der Verfassung des Landes gestrichen wird. Lediglich ein Mandatsträger stimmt gegen die Neuerungen.[46][47]

## Weblinks

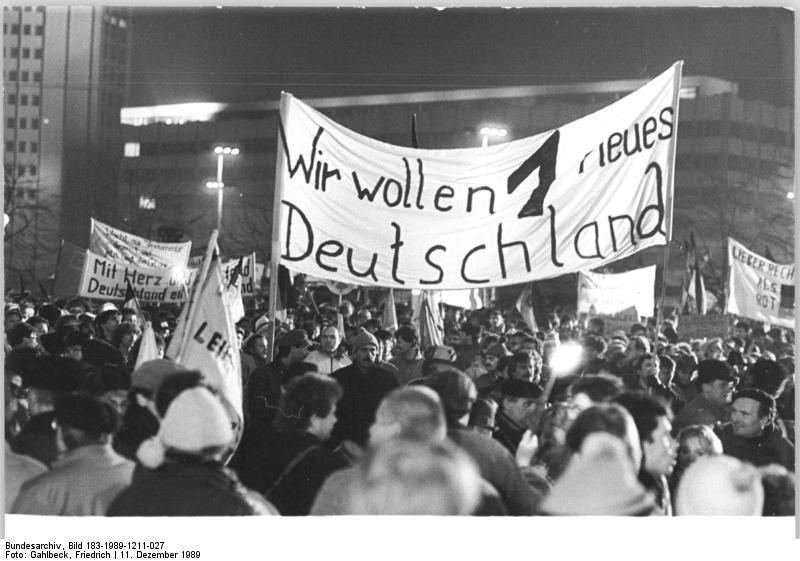
Leipzig im Dezember 1989